# Триттенхайм
Триттенхайм (нем. Trittenheim) — община в Германии, в земле Рейнланд-Пфальц.
Входит в состав района Бернкастель-Витлих. Подчиняется управлению Ноймаген-Дхрон. Население составляет 1024 человека (на 31 декабря 2010 года). Занимает площадь 10,10 км².